# Pink Memory
Albums de Apink
Pink Luv
(2014) Pink Revolution
(2016)
Singles
1. Promise U
Sortie : 19 avril 2015
2. Remember
Sortie : 16 juillet 2015
3. Petal
Sortie : 3 août 2015

Pink Memory est le second album studio du girl group sud-coréen Apink. Il est sorti le 16 juillet 2015. Le titre principal, "Remember", a été utilisé pour les promotions de l'album.

## Liste des pistes
| 1.    | Remember                    | Shinsadong Tiger, Beom & Nang | Shinsadong Tiger, Beom & Nang | 3:54 |
| 2.    | Perfume                     | G-High, Kim Yu-seok           | G-High, Kim Yu-seok           | 3:04 |
| 3.    | Attracted to U (끌려)       | Marco                         | Marco                         | 3:43 |
| 4.    | Déjà vu                     | Park Cho-rong                 | Choi Yong-chan                | 3:42 |
| 5.    | Petal (꽃잎점)              | Beom & Nang                   | Beom & Nang                   | 3:36 |
| 6.    | What a Boy Wants            | Oh Ha-young, AK47             | Han Sang-won                  | 3:30 |
| 7.    | I Do                        | Nikel, Wiidope                | Nikel, Wiidope                | 3:28 |
| 8.    | A Wonderful Love (신기하죠) | Playing Child, ZigZagNote     | Playing Child, ZigZagNote     | 4:11 |
| 9.    | Remember (Instrumental)     |                               | Shinsadong Tiger              | 3:54 |
| 10.   | Promise U (새끼손가락)      | Jung Eun-ji, Beom & Nang      | Jung Eun-ji, Beom & Nang      | 3:44 |
| 36:46 |                             |                               |                               |      |

## Classement
| Classement       | Meilleure position |
| ---------------- | ------------------ |
| Gaon album chart | 2                  |

### Ventes et certifications
| Classement (2015)   | Quantité       |
| ------------------- | -------------- |
| Gaon physical sales | Plus de 81 137 |